# Гай Цецилий Метел Капрарий
Гай Цецилий Метел Капрарий (на латински: Gaius Caecilius Metellus Caprarius; * 160 пр.н.е.) е римски политик от късния 2 век пр.н.е.

## Произход и кариера
Произлиза от клон Цецилии Метели на фамилията Цецилии. Той е най-младият син на Квинт Цецилий Метел Македоник. Капрарий има трима братя – Квинт Цецилий Метел Балеарик (консул 123 пр.н.е.), Луций Цецилий Метел Диадемат (консул 117 пр.н.е.) и Марк Цецилий Метел (консул 115 пр.н.е.) и две сестри – Цецилия Метела (съпруга на Сервилий Вация) и Цецилия Метела (съпруга на Сципион Назика).
Капрарий служи през 133 пр.н.е. при Сципион Емилиан при Нуманция. През 117 пр.н.е. е претор, през 113 пр.н.е. консул. От 112 пр.н.е. до 111 пр.н.е. е проконсул в Македония и Тракия и получава триумф за военните си успехи в Тракия през юли 111 пр.н.е. На същия ден и брат му Марк Цецилий Метел триумфира за Сардиния.
През 102 пр.н.е. Капрарий заедно с братовчед си Квинт Цецилий Метел Нумидийски е цензор.

## Деца
Капрарий има трима сина и една дъщеря:
- Квинт Цецилий Метел Кретик, претор през 74 пр.н.е., консул през 69 пр.н.е. и понтифекс през 73 пр.н.е.
- Луций Цецилий Метел, претор през 71 пр.н.е. и консул през 68 пр.н.е.
- Марк Цецилий Метел, претор през 69 пр.н.е.
- Цецилия Метела (съпруга на Гай Вер)